# Ceratina punctigena
Ceratina punctigena är en biart som beskrevs av Cockerell 1916. Den ingår i släktet märgbin och familjen långtungebin. Inga underarter finns listade i Catalogue of Life.

## Beskrivning
Ceratina punctigena är ett litet bi med en vinglängd på omkring 5 mm (honan något större än hanen). Kroppen är metallglänsande mörkgrön med blåaktiga inslag, de senare mera tydliga hos hanen än honan. Blekgula markeringar finns på clypeus och hos hanen även på labrum, skenbenens övre del samt på mellankroppens övre, främre del. Antenner och ben är åtminstone delvis gråbruna. Den glesa behåringen är blekgul hos honan, nästan helt vit hos hanen.

## Utbredning
Arten förekommer i Kalifornien i USA.

## Ekologi
Arten är polylektisk, den flyger till blommande växter från många familjer, som korgblommiga växter (astrar), strävbladiga växter (facelior), dunörtsväxter (clarkior), vallmoväxter (solvallmo), blågullsväxter (bollgilia), brakvedsväxter (Ceanothus), rosväxter (fingerörter) samt oleanderväxter.
Som alla märgbin inrättar arten sina larvbon i märgen på olika växter, för denna art ofta gamla, döda stammar av kålarter. Varje cell i boet förses med näring åt larven i form av en boll av pollen och nektar, så kallat bibröd, varpå honan lägger ett ägg på ytan av bollen.